# Padel Campo Grande

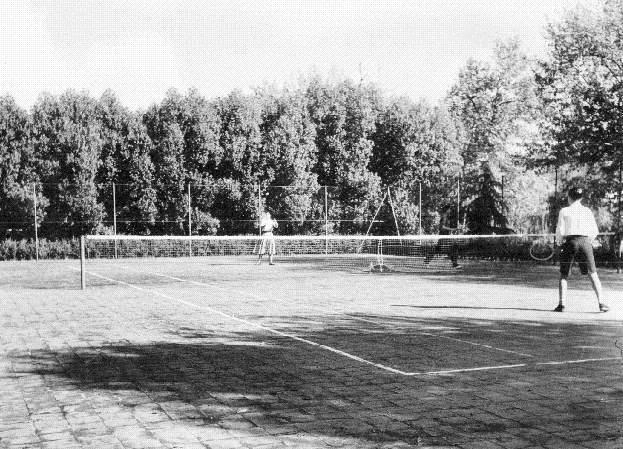
Campo de Tenis em 1945

O Padel Campo Grande é um complexo desportivo de Lisboa, localizada na zona Norte do Jardim do Campo Grande.
Em 1945 o arquitecto Francisco Keil do Amaral projectou a remodelação e ampliação do jardim, incluindo na zona norte uma área de equipamentos desportivos com um rinque de patinagem, 2 campos de tenis e o edificio de apoio. Este, embora não sendo um edifício classificado é um edifício de interesse público, da autoria do referido arquitecto.
Ocupando uma area de 3.000 m2 disponibiliza:
- 9 campos de Padel.
- Edificio de apoio com recepção, loja, café e vestuarios.

## Reabertura
Ao abandono ou com fortes marcas de desleixo durante décadas, em 2010 foi celebrado um protocolo entre a Câmara Municipal de Lisboa (proprietario) e a Universidade de Lisboa destinado à recuperação do Edifício Caleidoscópio e dos equipamentos desportivos.

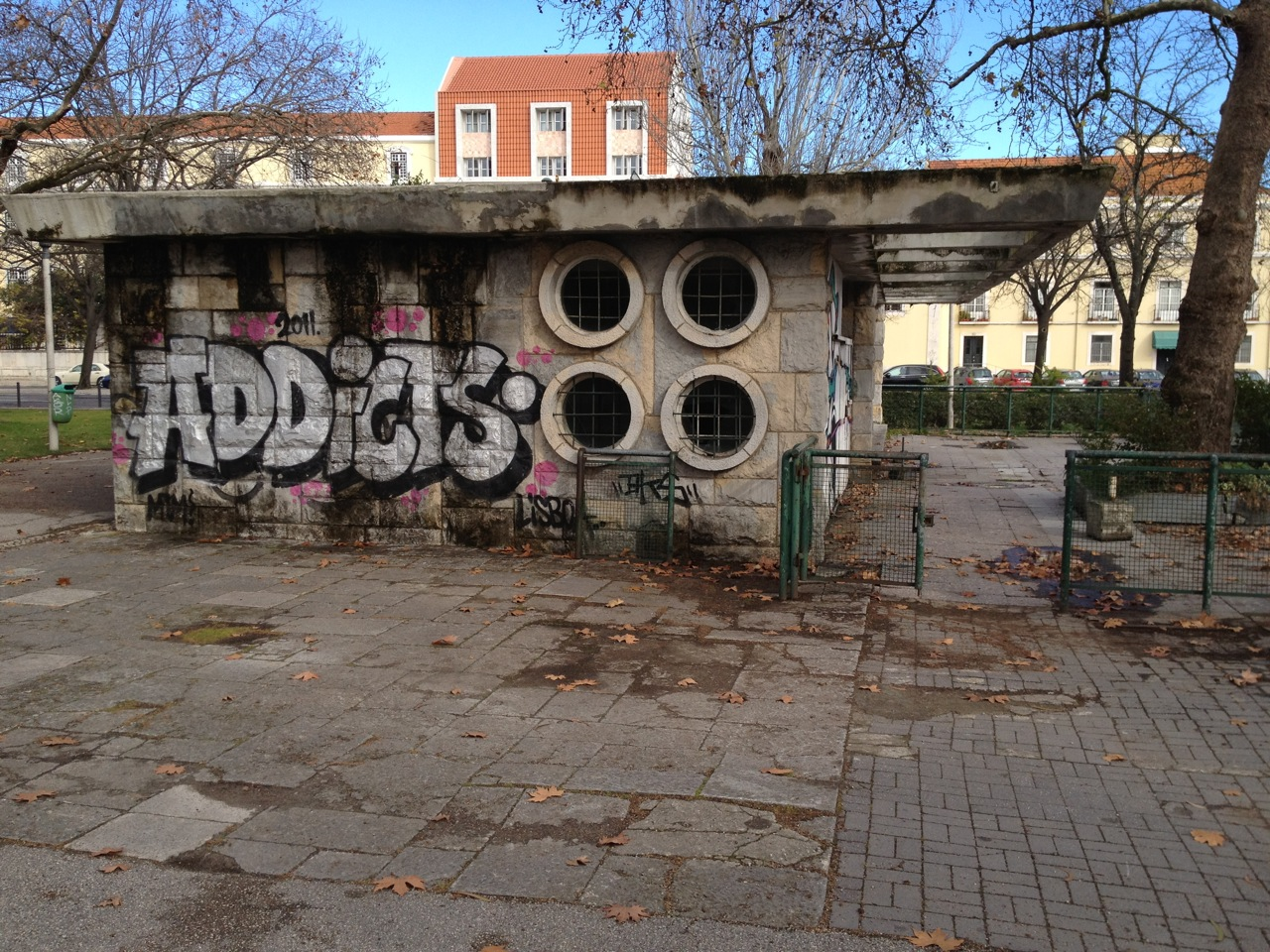
Edificio de Apoio em 2012

Abriu ao publico em 2013.